# 연마

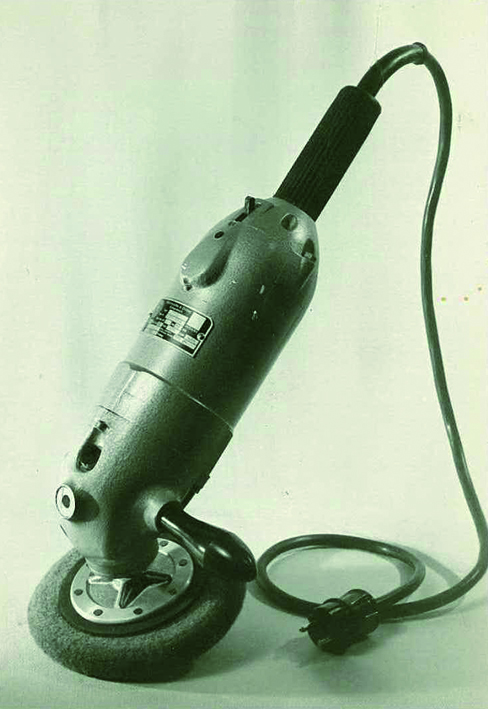

연마(Polishing)는 표면처리의 마지막 단계로 재료의 평활, 평탄도를 유지하고 광택을 높여 거울면을 만들기 위해서 사용되었다.

## 연마의 종류
- 화학 연마 Chemical Polishing
- 전해 연마 Electrolytic Polishing
- 벨트 연마 Belt Polishing
- 화학기계 연마 Chemical Mechanical Polishing, Chemical Mechanical Planarization (CMP)
- 자기유동유체 연마 Magnetorheological Finishing (MRF)